# Виленское воеводство (II Речь Посполитая)
Ви́ленское воево́дство (пол. województwo Wileńskie, лит. Vilniaus vaivadija, бел. Віленскае ваяводства) — воеводство в Польской Республике, созданное в 1926 году на территории бывшей Срединной Литвы и территории Польши между СССР и Литвой. Прекратило существование в 1939 году в результате договора между Германией и СССР и советского наступления на Польшу .

## История
До 1917 года эта территория входила в состав Виленской губернии Российской империи. Значительную часть сельского населения составляли белорусы и литовцы, а в городском населении значительную долю составляли поляки, евреи и русские, особое место занимал город Вильна (название города в то время).
Во время Первой мировой войны и по Брестскому миру территория была занята германскими войсками. В конце декабря 1918 года германские войска оставили Вильну и окрестности. В ходе советско-польской войны польские войска заняли Вильну 19—21 апреля 1919 года. При советском наступлении в июле 1920 года регион вновь занимают части Красной армии.
В советско-литовских переговорах с мая 1920 года условием, определявшим восточные и юго-восточные границы Литвы, было сначала её военное сотрудничество в войне против Польши, затем, при ухудшении военной ситуации, — её нейтралитет. 12 июля 1920 в Москве был подписан договор о мире между РСФСР и Литвой, признающий государственную независимость Литвы в границах прежней Ковенской губернии, части Виленской, Гродненской, Сувалкской губерний, включая Видзы, Вильну, Ошмяны, Лиду, Щучин, Гродно. Договор вступал в действие 14 октября. Однако уже 26 августа 1920 года Вильна была передана властям Литвы. Другие местности, отходящие по советско-литовскому договору Литве, также поспешно передавались под контроль литовской администрации при польском наступлении после «Варшавской битвы».
Совет Лиги Наций 20 сентября принял рекомендацию, подтверждающую в качестве восточной границы Польши «линию Керзона», к западу от которой лежали земли с преобладанием польского населения, к востоку — территории с преобладанием непольского (литовского, белорусского, украинского) населения, и предложил Польше считаться с суверенитетом Литвы на территорию с восточной стороны линии Керзона. Литва и Польша официально приняли эту рекомендацию. Под давлением Лиги Наций в последних числах сентября 1920 года в Сувалках начались польско-литовские переговоры. 7 октября был подписан договор, разграничивающий польскую и литовскую зоны (План Гиманса). В соответствии с договором Вильна и прилегающие территории оказывались на литовской стороне демаркационной линии. Договор должен был вступить в действие 10 октября 1920 года.
За два дня до вступления Сувалкского договора в силу по негласному распоряжению Юзефа Пилсудского части польской армии (1-я литовско-белорусская дивизия) под командой генерала Люциана Желиговского, имитируя неподчинение верховному командованию, начали наступление и заняли Вильну (9 октября) и Виленский край. Занятые территории были объявлены государством Срединная Литва, временно управляемым Верховным главнокомандующим и Временной правящей комиссией. Выборы, проведённые 8 января 1922 года, сформировали представительный орган населения Срединной Литвы — Виленский сейм.
Сейм 20 февраля 1922 года большинством голосов принял резолюцию о включении Виленского края в состав Польши.
22 марта 1922 года Учредительный сейм в Варшаве принял Акт воссоединения Виленского края с Польской Республикой. В апреле 1922 года Виленский край вошёл в состав Польши. В 1926 году на территории края было сформировано Виленское воеводство.
В северо-восточной четверти Виленского воеводства проводилась активнейшая полонизация, за 19 лет приведшая к смене населением своих языков на польский (в 1920—1931 годах во всём воеводстве доля поляков поднялась с менее 10 % до 60 %).

### Вторая мировая война
Согласно секретным протоколам к пакту Молотова — Риббентропа Литва и Виленский край относился к сфере влияния Германии, в то время как сфера интересов СССР в Польше ограничивалась реками Висла, Сан и Нарев.
С началом в сентябре 1939 года военных действий, обе стороны поступили иначе, чем в вышеуказанном соглашении:
- Красная армия заняла Виленский край;
- германские войска продвинулись далеко на восток от предполагаемой границы и оккупировали восточные районы Польши, которые якобы должны были отойти к зоне СССР (восточная часть Варшавского воеводства и Люблинское воеводство).

28 сентября 1939 года между СССР и Германией был подписан новый секретный протокол, по которому Литва (за исключением небольшой территории около Сувалок) переходила в сферу влияния СССР, а вышеупомянутые польские воеводства оставались в немецкой зоне. В сентябре 1939 года в результате советского наступления на Польшу и победы советских войск, к СССР отошли Западная Белоруссия и Западная Украина. Виленское воеводство было разделено между СССР и Литвой таким образом, что южную и восточную часть получила Белорусская ССР, а северо-западная часть с городом Вильно 10 октября 1939 отошла к Литве. Тогда же город Вильно был переименован в Вильнюс.
В Вильнюсе появилась советская оккупационная администрация, в основном из числа белоруской компартии. Организовывались белорусские школы, другие учреждения, с 24 сентября по 18 октября выходила белорусскоязычная газета «Виленская правда» (бел. Вiленская праўда).
По «договору о передаче Литовской Республике города Вильно и Виленской области и о взаимопомощи между Советским Союзом и Литвой» от 10 октября 1939 года часть Виленского края с городом Вильно была передана Литве. Эта часть составляла территорию в 6909 км² с 490 тыс. жителей.
24 октября управление городом и уездом было окончательно передано государственной делегации Литвы.
В состав Виленского воеводства входили северо-западные земли Белоруссии, которые были переданы Польше по условиям Рижского мирного договора 1921 года, а также территории востока и юго-востока Литвы, захваченные Польшей у Литвы в октябре 1920 года. Ранее на этой территории существовало временное квазигосударство Срединная Литва, которое в 1922 году вошло в состав Польши. Большинство населения воеводства составляли поляки, также здесь проживали литовцы, белорусы, евреи, русские.
Виленское воеводство занимало часть территории современного Вильнюсского и Утенского уездов Литвы и часть Гродненской, Минской и Витебской областей Беларуси.
В сентябре 1939 года в результате советского наступления на Польшу и победы советских войск, к СССР отошли Западная Белоруссия и Западная Украина. Виленское воеводство было разделено между СССР и Литвой таким образом, что южную и восточную часть получила Белорусская ССР, а северо-западная часть с городом Вильно 10 октября 1939 отошла к Литве. Тогда же Вильно был переименован в Вильнюс.

## Административное деление

Административное деление Виленского воеводства

Площадь 28,9 тыс. км², население 1275,2 тыс. человек (1931). Центр — Вильно. Делилось на 8 поветов: Браславский, Вилейский, Виленско-Трокский, Дисненский, Дуниловичский (Поставский), Молодечненский, Ошмянский, Свенцянский.
- Браславский повет  (площадь 4 217 км², население 143 100),
- Дисненский повет  (площадь 3 968 км², население 159 900),
- Молодечненский повет  (площадь 1 898 км², население 91 300),
- Ошмянский повет  (площадь 2 362 км², население 104 600),
- Поставский повет  (площадь 3 050 км², население 99 900),
- Свенцянский повет  (площадь 4 017 км², население 136 500),
- Вилейский повет  (площадь 3 427 км², население 131 100),
- Повет г. Вильно (с 1930)  (площадь 105 км², население 195 100),
- Виленско-Трокский повет (Троки)   (площадь 5 967 км², население 214 500). Этот повет был крупнейшим в стране.

## Население и Религия
В 1931 году население воеводства составляло 1 276 000. По польским данным большинство населения составляли поляки (59,7 % назвало польский язык родным). Среди национальных меньшинств числились: белорусы (22,7 %), русские (3,4 %), евреи (8,5 %) и литовцы (5,5 %), в самом Вильно большую часть населения города составляли поляки (65,9 %) и евреи (28 %). Переписи основывались на языке и религии населения. Плотность населения 44 человека на кв. км.
Религия в поветах:
| Повет             | Население | Католики | Православные | Иудеи |
| Браславский       | 143.161   | 62.18%   | 20.73%       | 5.38% |
| Дисненский        | 159.886   | 35.58%   | 55.03%       | 7.47% |
| Молодечненский    | 91.285    | 25.18%   | 68.15%       | 6.17% |
| Ошмянский         | 104.612   | 77.78%   | 14.43%       | 6.74% |
| Поставский        | 99.907    | 50.79%   | 44.50%       | 2.77% |
| Свенцянский       | 136.475   | 86.11%   | 1.41%        | 5.63% |
| Вилейский         | 131.070   | 40.56%   | 53.83%       | 4.66% |
| Виленско-Трокский | 214.472   | 93.74%   | 1.34%        | 3.08% |

## Язык
| Родной язык по повятам |           |          |             |           |
| Повят                  | Население | Польский | Белорусский | Литовский |
| Браславский            | 143.161   | 65.63%   | 16.16%      | 2.44%     |
| Дисненский             | 159.886   | 38.95%   | 50.02%      | -         |
| Молодечненский         | 91.285    | 38.92%   | 53.69%      | -         |
| Ошмянский              | 104.612   | 81.20%   | 9.70%       | 1.49%     |
| Поставский             | 99.907    | 47.96%   | 47.75%      | -         |
| Свенцянский            | 136.475   | 50.14%   | 5.91%       | 31.50%    |
| Вилейский              | 131.070   | 45.37%   | 49.08%      | -         |
| Виленско-Трокский      | 214.472   | 84.18%   | 2.59%       | 7.90%     |

## Воеводы
- Владислав Рачкевич 18 мая 1926 — 20 июня 1931
- Стефан Северин Киртиклис 20 декабря 1930 — 20 июня 1931
- Зыгмунт Бечкович 20 июня 1931 — 27 января 1933
- Мариан Стычняковский 27 января 1933 — 16 февраля 1933
- Владислав Ящольт 16 февраля 1933 — 13 октября 1935
- Мариан Стычняковский 14 октября 1935 — 4 октября 1935 (повторно)
- Людвик Боцянский 4 декабря 1935 — 19 мая 1939
- Артур Марушевский 19 мая 1939 — 18 сентября 1939